# 32821 Posch
32821 Posch este un asteroid din centura principală de asteroizi.

## Descriere
32821 Posch este un asteroid din centura principală de asteroizi. A fost descoperit pe 9 septembrie 1991 la Tautenburg de Lutz Dieter Schmadel și Freimut Börngen. Asteroidul prezintă o orbită caracterizată de o semiaxă mare de 2,75 ua, o excentricitate de 0,12 și o înclinație de 4,1° în raport cu ecliptica.